# Erebochlora vidascens
Erebochlora vidascens là một loài bướm đêm trong họ Geometridae.